# رادار دوبلر

مفعول دوبلر

يستعمل رادار دوبلر مفعول دوبلر لقياس سرعة الأهداف التي تكشفها التغطية الاتجاهية للهوائية. يزيد مفعول دوبلر أو ينقص من التردد المستقبل اعتمادا على السرعة الشعاعية للهدف (منفتحة أو منغلقة) في الحزمة، مما يسمح بقياس سرعة الهدف بكيفية مباشرة وعالية الدقة.
سمي هذا المفعول نسبة إلى العالم الفيزيائي النمساوي كريستيان أندرياس دوبلر الذي كان أول من وصف، سنة 1842، كيفية تأثير الحركة النسبية للمصدر والكاشف على تردد موجات الضوء والصوت.
يمكن ملاحظة هذا المفعول مثلا عند سماع صوت قطار مارّ بسرعة. يصبح صفير القطار ذا طبقة صوت أعلى كلما اقترب، وأدنى كلما ابتعد. تفسر هذه الظاهرة بما يلي: يحدد عدد الموجات الصوتية التي تصل إلى آذاننا في مدة معينة (التردد) نغمة وطبقة هذا الصوت. تبقى النغمة كما هي ما دمت لا تتحرك. كلما اقترب القطار، يرتفع عدد الموجات الصوتية التي تلتقطها الأذن في مدة معينة. لذلك ترتفع طبقة الصوت، والعكس صحيح لما يبتعد القطار.

## اقرأ أيضاً
- رادار
- رادار الموجة المتصلة
- تقنية التخفي
- النظر لأسفل
- نظام رادار كولشوغا
- الضجيج المزيف
- مرشد الموجة
- هرتز
- تأثير دوبلر
- ميسترام